# Joeri Manin
Joeri Ivanovitsj Manin (16 februari 1937 – 7 januari 2023) was een Russische wiskundige. Hij is bekend voor zijn werk in de algebraïsche meetkunde en diophantische meetkunde, en vele exposities variërend van wiskundige logica tot theoretische natuurkunde.

## Leven en carrière
Manin werd geboren op 16 februari 1937 in Simferopol, Krim-ASSR, in de Sovjet-Unie.
Hij promoveerde in 1960 aan het Steklov Wiskundig Instituut bij Igor Shafarevich. Hij werd professor aan het Max-Planck-Institut für Mathematik in Bonn, waar hij van 1992 tot 2005 directeur was en daarna emeritus directeur. Hij was ook emeritus hoogleraar aan de Northwestern University.
Hij had door de jaren heen meer dan 40 promovendi, waaronder Vladimir Berkovich en Vladimir Drinfeld.
Manin overleed op 7 januari 2023.

## Onderzoek
Manins vroege werk omvatte artikels over de rekenkundige en formele groepen van abelse variëteiten, het vermoeden van Mordell in het functieveldgeval en algebraïsche differentiaalvergelijkingen. De Gauss-Manin-verbinding is een basisingrediënt van de studie van cohomologie in families van algebraïsche variëteiten.
Hij ontwikkelde de Manin-obstructie, waarmee hij de rol aangaf van de Brauer-groep bij het verklaren van obstakels voor het Hasse-principe via Grothendiecks theorie van mondiale Azumaya-algebra's, waarmee hij een generatie van verder werk op gang bracht.
Manin was een pionier op het gebied van de rekenkundige topologie (samen met John Tate, David Mumford, Michael Artin en Barry Mazur). Hij formuleerde ook het vermoeden van Manin dat het asymptotische gedrag van het aantal rationale punten met begrensde hoogte op algebraïsche variëteiten voorspelt.
In de wiskundige natuurkunde schreef Manin over de Yang-Mills-theorie, kwantuminformatietheorie en spiegelsymmetrie. Hij was een van de eersten die  het idee van een kwantumcomputer voorstelde met zijn boek Computable and Uncomputable in 1980.
Hij schreef een boek over kubieke oppervlakken en kubieke vormen. Daarin laat hij zien hoe je zowel klassieke als hedendaagse methoden van algebraïsche meetkunde en niet-associatieve algebra kunt toepassen.